# Paul Chien-Ping Yang
Paul Chien-Ping Yang (Changhua, Taiwan, 1947) é um matemático sino-estadunidense.
Yang obteve um doutorado em 1973 na Universidade da Califórnia em Berkeley, orientado por Hung-Tsi Wu, com a tese On a holomorphic differential equation. Foi professor assistente na Universidade de Maryland e mais tarde professor da Universidade de Princeton.
Em 1976/1977 esteve no Instituto de Estudos Avançados de Princeton. É fellow da American Mathematical Society.
É casado com a matemática Sun-Yung Alice Chang. Apresentaram conjuntamente uma palestra plenária no Congresso Internacional de Matemáticos em Pequim (2002: Nonlinear partial differential equations in conformal geometry).

## Obras
- com Yum-Tong Siu Compact Kaehler-Einstein surfaces with negative bisectional curvature, Inventions Mathematicae, Volume 64, 1981, p. 471–487
- com A. Chang Extremal metrics of zeta-function determinants on 4-manifolds, Annals of Mathematics, 142, 1995, 171–212
- com Chang, Quing Compactification of a class of conformally flat 4-manifolds, Inventiones Mathematicae, 142, 2000, 65–93
- com Chang, Gursky An equation of Monge-Ampere Type in conformal geometry, and 4-manifolds of positive Ricci-curvature, Annals of Mathematics, 155, 2002, 709–787.